# Hung Up
"Hung Up" là một bài hát của nữ ca sĩ người Mỹ Madonna nằm trong phòng thu thứ mười Confessions on a Dance Floor (2005) của bà. Ca khúc này ban đầu được sử dụng ở nhiều quảng cáo và sê-ri trên sóng truyền hình và sau đó được phát hành làm đĩa đơn chủ đạo cho album vào ngày 18 tháng 10 năm 2005. Madonna đã sáng tác và sản xuất "Hung Up" cùng với Stuart Price, trong đó có sử dụng mẫu đoạn nhạc nền dạo đầu "Gimme! Gimme! Gimme! (A Man After Midnight)" của ban nhạc Thuỵ Điển ABBA. Nữ ca sĩ đã đích thân xin phép tác quyền từ nhạc sĩ Benny Andersson và Björn Ulvaeus để được sử dụng đoạn mẫu đó, và đây là một trong số những lần hiếm hoi Andersson và Ulvaeus cho phép nghệ sĩ khác lấy mẫu một trong những bài hát của họ, sau "Rumble in the Jungle" của the Fugees và "Fly With Me" của 98 Degrees.
Về mặt sáng tác, "Hung Up" chịu ảnh hưởng của nhạc pop ở thập niên 1980. Bài hát có chứa đoạn điệp khúc sôi động và đem lại cảm giác muốn nhún nhảy, cùng với phần nhạc nền mang âm thanh của một chiếc đồng hồ đang kêu tích tắc, toát lên nỗi lo sợ thời gian sẽ trôi qua một cách uổng phí. Ở phần ca từ, "Hung Up" được viết lời theo khuôn mẫu một bản nhạc dance truyền thống, với nội dung nói về một phụ nữ mạnh mẽ độc lập nhưng lại gặp trắc trở trong chuyện tình yêu. Sau khi cho ra mắt, đĩa đơn đã nhận được nhiều lời tán dương từ các nhà phê bình âm nhạc. Họ đều nhận định cho rằng đây chính là bản dance xuất sắc nhất của Madonna và tin rằng "Hung Up" có thể giúp bà phục hồi danh tiếng sau khi bị tẩy chay dữ dội vì cho ra mắt album đầy tranh cãi American Life vào năm 2003. Ca khúc nhanh chóng trở thành bản hit toàn cầu, leo lên vị trí số một tại các bảng xếp hạng của 41 quốc gia khác nhau và xác lập một kỷ lục trong Sách Kỷ lục Guinness thế giới. "Hung Up" còn là đĩa đơn top 10 thứ 36 của Madonna ở bảng xếp hạng Billboard Hot 100, giúp bà san bằng Elvis Presley trở thành nghệ sĩ có nhiều ca khúc lọt top 10 nhất. Cuối cùng, bản hit đã trở thành nhạc dance thành công nhất trong thập kỷ tại Hoa Kỳ, và đã tẩu tán hơn năm triệu bản thuần trên toàn thế giới.
Video ca nhạc của "Hung Up" do Johan Renck đạo diễn, được dàn dựng nhằm tôn vinh nam diễn viên, vũ công kiêm ca sĩ người Mỹ John Travolta cùng các bộ phim của ông nói riêng, và nghệ thuật khiêu vũ nói chung. Nội dung video âm nhạc bắt đầu bằng cảnh Madonna mặc áo nịt ba lê nhảy múa một mình trong phòng tập, rồi bà đến phòng máy chơi trò chơi để khiêu vũ cùng với vũ đoàn của bà. Xen lẫn giữa những thước phim chính là các phân cảnh quay riêng gồm có những người đang lắc lư, nhảy múa theo từng bối cảnh chủ đề khác nhau, chẳng hạn như tại khu dân cư của người da đen tại Los Angeles, một nhà hàng nhỏ hoặc khu tàu điện ngầm ở Luân Đôn. Madonna đã trình diễn "Hung Up" ở nhiều buổi truyền hình trực tiếp. Bà đã từng đưa ca khúc này ở tiết mục cuối cùng trong chuyến lưu diễn Confessions Tour năm 2006, ở đợt diễn đầy cảm hứng heavy metal trong chuyến Sticky & Sweet Tour năm 2008, và trong chuyến lưu diễn The MDNA Tour năm 2012. Năm 2023, "Hung Up" được đưa vào danh sách tiết mục của chuyến lưu diễn The Celebration Tour liên khúc bản remix "on Tokischa".

## Tổng quan và phát hành
"Hung Up" được lấy cảm hứng từ dòng nhạc disco trong thập niên 1970, nổi bật trong đó là nhạc của ABBA, Giorgio Moroder và bộ phim Saturday Night Fever (1977). Madonna tưởng tượng ca khúc của cô là một sự giao thoa giữa loại nhạc hay được chơi tại Danceteria, một hộp đêm ở thành phố New York nơi cô thường lui tới trong những ngày đầu, và âm nhạc của ABBA. Ca khúc "Gimme! Gimme! Gimme! (A Man After Midnight)" năm 1979 của họ đặt nền tảng cơ bản cho Madonna và Price khi sáng tác "Hung Up". Hai nhạc sĩ của ABBA là Benny Andersson and và Björn Ulvaeus thường không cho phép bất kỳ ai mượn bất cứ bài hát nào của họ, một ngoại lệ duy nhất là The Fugees, ban nhạc đã mượn ca khúc "The Name of the Game" cho đĩa đơn "Rumble in the Jungle". Để nhận được sự cho phép mượn đoạn dạo của bài "Gimme! Gimme! Gimme!", Madonna phải gửi người đại diện của mình tới Stockholm với một lá thư cầu cạnh ABBA đồng ý cho cô mượn nhạc của họ và cũng để bày tỏ cô yêu âm nhạc của họ nhiều như thế nào. Cô giải thích với BBC, "Họ không bao giờ để bất kỳ ai mượn nhạc của mình. Ơn Chúa họ không nói "không". [...] Họ phải nghĩ về điều này, Benny and Björn. Họ nói "có" ngay lập tức đâu". Hai nhạc sĩ của ABBA đồng ý cho phép Madonna mượn nhạc của họ sau khi đạt được một thỏa thuận về bản quyền cho phép họ có được một lượng cổ phiếu lớn về tiền bản quyền tác giả từ doanh số sau này và tần suất phát sóng của ca khúc mới trên sóng phát thanh. Trong một cược phỏng vấn với The Daily Telegraph trong tháng 10 năm 2005, Andersson nhấn mạnh "Gimme! Gimme! Gimme!" là cốt lõi của "Hung Up" và nói đùa rằng đây là ca khúc của Madonna mà ông ưa thích cho tới bây giờ. Ông cũng nói thêm rằng:

"Chúng tôi có rất nhiều lời đề nghị từ phía các nghệ sĩ muốn được sử dụng ca khúc của ABBA nhưng thường thì chúng tôi nói "không". Đây mới chỉ là lần thứ hai chúng tôi cho phép. Lần này chúng tôi nói "có" sở dĩ vì rất ngưỡng mộ Madonna và vẫn luôn như vậy. Cô ấy rất có chí và đã nổi bật được 21 năm. Điều này đâu có bất lợi."

"Hung Up" được ra mắt trong tháng 9 năm 2005 trong một quảng cáo trên truyền hình cho chiếc điện thoại ROKR tương thích với iTunes của Motorola. Trong quảng cáo này, Madonna và các nghệ sĩ khác chen chúc nhau trong một bốt điện thoại. Ngày 17 tháng 10 năm 2005, ca khúc chính thức được ra mắt trong một cuộc trò chuyện trực tiếp dài 10 phút trên sóng phát thanh giữa Ryan Seacrest và Madonna. Ca khúc cũng được nhiều nhà cung cấp dịch vụ điện thoại sử dụng làm nhạc chuông thịnh hành (master ringtone). Bài hát được dùng trong các tập phim của sê-ri truyền hình CSI: Miami và CSI: NY (một phần của CSI: Crime Scene Investigation, tạm dịch: Điều tra hiện trường tội ác) vào ngày 7 và 9 tháng 11 năm 2005. Trong khi quảng cáo cho album mới Confessions on a Dance Floor, Madonna bật cả ca khúc "Hung Up" và đĩa đơn tiếp theo "Sorry" tại các câu lạc bộ đêm khắp New York, nơi cô đóng vai một DJ phối khí lại hai bài hát. Về quyết định của mình về việc phát hành ca khúc mới trên iTunes, Madonna nói: 

"Tôi là một nữ doanh nhân. Ngành công nghiệp âm nhạc đã đổi thay. Có đầy rẫy sự cạnh tranh và thị trường tràn ngập bởi các ấn phẩm mới - cái này mới cái kia mới. Anh phải tham gia lực lượng với những công ty và nhãn hiệu khác. Nếu không làm như vậy thì anh là một thằng đần."

## Video ca nhạc

Madonna trong một cảnh quay của Hung up.

Video clip của "Hung Up" được đạo diễn bởi Johan Renck và được quay từ ngày 7 đến 9 tháng 10 năm 2005 tại trung tâm Trocadero, tàu điện ngầm, phố Great Guldford và khu người Hoa tại London, Anh. Trong video này, Madonna đã thực hiện nhiều điệu nhảy điêu luyện và đẹp mắt, mặc dù cô vừa bị gãy mấy chiếc xương sau cú ngã ngựa vài tuần trước đó. Madonna nói: " Khi tôi quay video này, chẳng chiếc xương nào ăn nhập với nhau cả. Nhiều khi chúng làm tôi cảm thấy đau. Chỉ có mấy bài tập trị liệu, thuốc thang và sự quyết tâm của mình mới giúp tôi hoàn thành tốt công việc."
"Hung Up" được đề cử 5 giải MTV Video Music Awards năm 2006 bao gồm các hạng mục Video của năm,Video của nữ nghệ sĩ, Video pop, Video với vũ đạo đẹp nhất và Video có nghệ thuật bố trí thế nhưng không giành được giải nào.
- Đạo diễn: Johan Renck
- Sản xuất: Lene Bausager, John Winter
- Đạo diễn hình: Gosta Reiland
- Biên tập: Johan Söderberg
- Công ty sản xuất: Black Dog Films

## Xếp hạng
| Bảng xếp hạng (2005–06)               | Vị trí cao nhất |
| ------------------------------------- | --------------- |
| Australian Singles Chart              | 1               |
| Austrian Singles Chart                | 1               |
| Belgian Singles Chart (Flanders)      | 1               |
| Belgian Singles Chart (Wallonia)      | 1               |
| Canadian Singles Chart                | 1               |
| Czech Airplay Chart                   | 1               |
| Danish Singles Chart                  | 1               |
| Dutch Singles Chart                   | 1               |
| Eurochart Hot 100 Singles             | 1               |
| Finnish Singles Chart                 | 1               |
| French Singles Chart                  | 1               |
| German Singles Chart                  | 1               |
| Hungarian Singles Chart               | 1               |
| Italian Singles Chart                 | 1               |
| Irish Singles Chart                   | 2               |
| New Zealand Singles Chart             | 2               |
| Norwegian Singles Chart               | 1               |
| Romanian Top 100                      | 1               |
| Scotland (OCC)                        | 1               |
| Spanish Singles Chart                 | 1               |
| Swedish Singles Chart                 | 1               |
| Swiss Singles Chart                   | 1               |
| UK Singles Chart                      | 1               |
| US Billboard Hot 100                  | 7               |
| US Adult Pop Songs                    | 16              |
| US Billboard Hot Dance/Club Play      | 1               |
| US Billboard Mainstream Top 40        | 17              |
| US Billboard Pop 100                  | 7               |
| Hoa Kỳ Adult Contemporary (Billboard) | 29              |

| Bảng xếp hạng (2000–09)          | Vị trí |
| -------------------------------- | ------ |
| German Singles Chart             | 22     |
| UK Singles Chart                 | 66     |
| US Billboard Hot Dance/Club Play | 1      |

| Bảng xếp hạng (2005)             | Vị trí |
| -------------------------------- | ------ |
| Australian Singles Chart         | 49     |
| Austrian Singles Chart           | 12     |
| Belgian Singles Chart (Flanders) | 28     |
| Belgian Singles Chart (Wallonia) | 7      |
| Dutch Top 40                     | 9      |
| French Singles Chart             | 10     |
| German Singles Chart             | 18     |
| Hungarian Airplay Chart          | 63     |
| Irish Singles Chart              | 13     |
| Italian Singles Chart            | 2      |
| New Zealand Singles Chart        | 39     |
| Spanish Singles Chart            | 1      |
| Swedish Singles Chart            | 11     |
| Swiss Singles Chart              | 18     |
| UK Singles Chart                 | 8      |

| Bảng xếp hạng (2006)             | Vị trí |
| -------------------------------- | ------ |
| Australian Singles Chart         | 38     |
| Austrian Singles Chart           | 11     |
| Belgian Singles Chart (Flanders) | 55     |
| Belgian Singles Chart (Wallonia) | 42     |
| Dutch Top 40                     | 88     |
| German Singles Chart             | 11     |
| Hungarian Airplay Chart          | 10     |
| Italian Singles Chart            | 8      |
| Spanish Singles Chart            | 10     |
| Swedish Singles Chart            | 43     |
| Swiss Singles Chart              | 10     |
| UK Singles Chart                 | 34     |
| US Billboard Hot 100             | 91     |

## Chứng nhận
| Quốc gia | Chứng nhận  | Số đơn vị/doanh số chứng nhận |
| --- | ----------- | ----------------------------- |
| Úc (ARIA) | Bạch kim    | 70.000^                       |
| Bỉ (BEA) | Bạch kim    | 50.000*                       |
| Canada (Music Canada) | 2× Bạch kim | 40.000*                       |
| Đan Mạch (IFPI Đan Mạch) | 3× Bạch kim | 24.000^                       |
| Pháp (SNEP) | Vàng        | 500.000                       |
| Đức (BVMI) | 3× Vàng     | 500.000                       |
| Ý (FIMI) | Bạch kim    | 200,000                       |
| Nhật Bản (RIAJ) Nhạc số | Bạch kim    | 250.000*                      |
| Nhật Bản (RIAJ) Nhạc chuông | 2× Bạch kim | 500.000*                      |
| New Zealand (RMNZ) | Bạch kim    | 30.000‡                       |
| Na Uy | —           | 46.000                        |
| Tây Ban Nha (PROMUSICAE) | Vàng        | 30.000‡                       |
| Thụy Điển (GLF) | 3× Bạch kim | 60.000^                       |
| Thụy Sĩ (IFPI) | Vàng        | 20.000^                       |
| Anh Quốc (BPI) | 2× Bạch kim | 1.200.000                     |
| Hoa Kỳ (RIAA) | Bạch kim    | 1.400.000                     |
| * Chứng nhận dựa theo doanh số tiêu thụ. ^ Chứng nhận dựa theo doanh số nhập hàng. ‡ Chứng nhận dựa theo doanh số tiêu thụ và phát trực tuyến. |             |                               |

## Danh sách ca khúc và dạng đĩa
| - Đĩa vinyl 2 x 12" tại Mỹ 1. "Hung Up" (phiên bản album) — 5:36 2. "Hung Up" (phiên bản giọng mở rộng - SDP) — 7:57 3. "Hung Up" (remix bởi Bill Hamel) — 6:58 4. "Hung Up" (phiên bản dub mở rộng SDP) — 7:57 5. "Hung Up" (remix bởi Chus & Ceballos) — 10:21 6. "Hung Up" (Tracy Young's Get Up And Dance Groove) — 9:03 - Đĩa CD tại Anh và châu Âu 1. "Hung Up" (phiên bản radio) — 3:23 2. "Hung Up" (Tracy Young's Get Up And Dance Groove – chỉnh sửa) — 4:16 3. "Hung Up" (phiên bản giọng mở rộng - SDP) — 7:57 - Đĩa vinyl 12" tại Anh 1. "Hung Up" (phiên bản album) — 5:36 2. "Hung Up" (phiên bản dub mở rộng - SDP) — 7:57 3. "Hung Up" (phiên bản giọng mở rộng - SDP) — 7:57 4. "Hung Up" (Tracy Young's Get Up And Dance Groove – chỉnh sửa) — 4:51 | - Đĩa CD lớn tại Mỹ, châu Âu và Canada 1. "Hung Up" (phiên bản radio) — 3:23 2. "Hung Up" (phiên bản giọng mở rộng - SDP) — 7:57 3. "Hung Up" (Tracy Young's Get Up and Dance Groove – chỉnh sửa) — 4:15 4. "Hung Up" (remix bởi Bill Hamel) — 6:58 5. "Hung Up" (remix bởi Chus & Ceballos) — 10:21 6. "Hung Up" (phiên bản dub mở rộng - SDP) — 7:57 - Đĩa CD tại Úc, Pháp và Nhật 1. "Hung Up" (phiên bản radio) — 3:23 2. "Hung Up" (Tracy Young's Get Up and Dance Groove- chỉnh sửa) — 4:15 3. "Hung Up" (phiên bản giọng mở rộng - SDP) — 7:57 |

## Đội ngũ sản xuất
- Đồng sáng tác và sản xuất - Madonna, Stuart Price
- Đồng sáng tác đoạn dạo - Benny Andersson, Björn Ulvaeus
- Bìa đĩa - Giovanni Bianco
- Ảnh hóa - Lorenzo Irico (Pixelway NYC)
- Quản lý - Angela Becker, Guy Oseary
- Hình - Steven Klein
- Làm tóc và trang điểm - Andy LeCompte